# Populus rotundifolia
Populus rotundifolia är en videväxtart som beskrevs av William Griffiths. Populus rotundifolia ingår i släktet popplar, och familjen videväxter.

## Underarter
Arten delas in i följande underarter:
- P. r. bonatii
- P. r. duclouxiana